# Tömmeshån
Tömmeshån är en sjö i Härjedalens kommun i Härjedalen och ingår i Ljusnans huvudavrinningsområde.